# جون فريدريك نوت
جون فريدريك نوت (بالإنجليزية: John Knott)‏ (ولد في 9 ديسمبر 1938) هو عالم فلزات ومواد إنجليزي، انتخب عضوًا في الجمعية الملكية عام 1990 ومنح وسامها ليفرهيلم في عام 2005، كذلك انتخب عضوًا في الأكاديمية الملكية للهندسة.